# Алгабас (Кызылкумский сельский округ)
Алгабас (каз. Алғабас) — село в Жетысайском районе Туркестанской области Казахстана. Входит в состав Кызылкумского сельского округа. Код КАТО — 514471280.

## Население
В 1999 году население села составляло 570 человек (285 мужчин и 285 женщин). По данным переписи 2009 года, в селе проживало 628 человек (329 мужчин и 299 женщин).